# Nikopol (Bulharsko)
Nikopol (bulharsky Никопол) je město ležící v severním Bulharsku, v Dolnodunajské nížině na břehu Dunaje. Město je správním střediskem stejnojmenné obštiny a žije v něm přibližně 3 500 obyvatel.

## Historie
Podle archeologických výzkumů se nejstarší stopy po osídlení datují do starší doby kamenné. Na vrchu Kaleto byly nalezeny pozůstatky z doby Thráků (1200 – 100 př. n. l.). Za Římské říše byla osada začleněna do provincie Moesie a ta se po rozdělení říše ve 4. století stala součástí Východořímské říše. V roce 1059 získalo jméno Nikopolis  (město vítězství).
Po dobytí hlavního města bulharské říše Tarnova osmanskými Turky v roce 1393 se bulharský car Ivan Šišman opevnil ve zdejší pevnosti. Nikopol se tak prakticky stala bulharským hlavním městem až do 3. června 1395, kdy byla dobyta a Ivan Šišman zabit, čím přestalo existovat i jeho království. Poté se Nikopol stala centrem sandžaku, který pokrýval území bývalé říše v hranicích před jejím pádem. K němu až do roku 1516 patřily kazy İvraca, Lofça, Plevne, Mromorniça a další. Situaci po vítězství Osmanské říše se pokusily zvrátit evropské země a vypravily proti ní křížovou výpravu, které se zúčastnily síly z Francie, Anglie, Skotska, Maďarska, Svaté říše římské, Polska, Švýcarska, Benátek, Janova, Valašska, Bulharska a řádu rytířů sv. Mikuláše. 25. září 1396 proběhla poblíž města bitva, v níž byli křižáci drtivě poraženi, čímž padla jedna z posledních evropských nadějí na záchranu Konstantinopole. V rámci další křížové výpravy se 16. října 1444 spojená křižácká armáda Vladislava III. a Jánose Hunyadiho pokusila zbořit hradby pevnosti, ale kvůli odporu obránců od úmyslu upustila. Za osmanské nadvlády s město nazývalo Niğbolu a v roce 1469 jím prošel průvod s ostatky sv. Ivana Rilského převážený z Tarnova do Rilského kláštera. V následujícím období (15. století – 17. století) byla Nikopol jedním z největších vojensko-správních středisek se silnou pevností a intenzivním hospodářským, duchovním a politickým životem. Až do masového exodu bulharských paulikiánů do Thrákie byl nikopolský sandžak v 16. a 17. století jejich hlavním centrem. Po jejich odchodu se stal sídlem katolického biskupství. V roce 1738 bylo místní obyvatelstvo převážně turecké. Město začalo upadat a na přelomu 18. a 19. století ztratilo svůj status vojensko-správního a sociálně-politického centra. V poslední fázi osmanské nadvlády bylo město rozděleno na tři čtvrti: tureckou, bulharskou a židovskou, kde žilo celkem asi 20 000 obyvatel, z nichž většina byli Turci.
Město bylo osvobozeno na počátku rusko-turecké války 16. července 1877, přičemž bylo bitvou značně poškozeno. Převážná část tureckých obyvatel byla poté z města vyhnána. V roce 1965 byla na břehu Dunaje postavena továrna na baterie a v roce 1984 byla modernizována. V roce 1998 byla privatizována a její výrobky jsou známy pode značkou MACH.

## Obyvatelstvo
Ve městě žije 3 501 obyvatel a je zde trvale hlášeno 4 203 obyvatel. Podle sčítání 1. února 2011 bylo národnostní složení následující:
- Bulhaři: 2 854 (59.3 %)
- Turci: 1 940 (40.3 %)
- ostatní: 17 (0.4 %)